# Апелляция к большинству
Апелляция к большинству (лат. argumentum ad populum — «аргумент к народу») — вид логически ошибочной аргументации, основанной на мнении, что большинство людей не может ошибаться.

## Примеры
- «Все хотя бы раз в жизни переходят улицу на красный свет — значит, и я буду переходить улицу на красный свет».
- «Все люди поддерживают определённую группу лиц — значит, и я буду поддерживать эту группу лиц».

## Объяснение ошибочности
Несмотря на то что большинство и в самом деле может быть право, в каждом конкретном случае аргументация ad populum может быть ошибочной, потому что:
1. Выдвигающий такую аргументацию человек не всегда обладает полными, исчерпывающими и достоверными данными относительно «большинства». Говоря о «большинстве», обычно человек исходит из своего личного опыта и из опыта своих знакомых, что часто представляет собой весьма ограниченный социально-экономический срез, неприемлемый с точки зрения статистики.
2. Общепринятое мнение по данному вопросу может быть неверным. Например, во времена Древней Греции абсолютное большинство жителей считало, что Солнце вращается вокруг Земли, но это не означает, что Солнце действительно вращается вокруг Земли.

Кроме того, аргументация ad populum является распространённой ошибкой и потому, что не даёт легитимации на действия, совершаемые большинством — даже если они и правда совершаются большинством. Возвращаясь к одному из приведённых выше примеров, можно сказать, что, даже если абсолютное большинство людей в самом деле переходит улицу на красный свет, это не означает, что можно и нужно игнорировать правила дорожного движения.
В реальности аргументация ad populum обычно используется с ограничениями: «Самые дешёвые товары, производящиеся в Китае, низкого качества; значит, нельзя покупать самые дешёвые вещи китайского производства». Такого рода ограничители усиливают справедливость аргументации, но ограничивают её воздействие: сравните — нельзя покупать любые китайские вещи, или только самые дешёвые.

## Исключения
«Обращение к большинству» показывает не какие-либо преимущества предмета, а лишь его популярность. Тем не менее в некоторых случаях именно популярность имеет определяющее значение в принятии решения.

### Демократия
Основа демократии состоит в том, что общество выполняет то решение, в поддержку которого высказалось большинство (скажем, путём всеобщего голосования). Таким образом, действие демократии основывается на предположении, что большинство всегда право, являясь классическим примером argumentum ad populum. За это демократия с самых времён своего изобретения подвергалась критике.
Действительно, то или иное решение, принятое демократическим путём, вовсе необязательно на самом деле является правильным и справедливым. Тем не менее, участники демократического процесса заранее соглашаются соблюдать его результат; например, президент страны, проигравший выборы своему сопернику, передаёт ему свои полномочия, даже если он полагает, что политика победителя выборов в корне неверна и приведёт к отрицательным результатам. В подобных случаях используют фразу: «Народ сказал своё слово».
Были случаи, когда решение, поддержанное демократическим большинством в результате общенационального референдума, оказывалось противоречащим конституции государства, и, следовательно, нарушающим закон, приводя, таким образом, к парадоксу.

### Социальные обычаи
Общепринятые обычаи и основы поведения в обществе часто не имеют явного логического обоснования. Тем не менее, нарушение обычаев, особенно человеком посторонним, может привести к серьёзным последствиям, как для этого человека, так и для общества.

### Личная безопасность
В случаях, когда от совместных независимых действий людей зависит их личная безопасность, важно, какого поведения ожидают окружающие от каждого участника. Например, выбор между тем, на какой свет светофора разрешать переходить улицу, не принципиален сам по себе — важно лишь, чтобы все придерживались этого выбора в ситуациях, когда нарушение грозит аварией.